# Chozjain
Chozjain (Хозяин) è un film del 1970 diretto da Michail Ivanovič Eršov.